# Castel Giubileo, Rom
Castel Giubileo är Roms andra zon och har beteckningen Z. II. Namnet kommer av en mindre borg (castello) som tillhörde familjen Giubilei. Zonen Castel Giubileo bildades år 1961.

## Kyrkobyggnader
- Santa Felicita e Figli Martiri
- Santi Crisante e Daria
- Sant'Innocenzo I Papa e San Guido Vescovo
- Sant'Alberto Magno
- Sant'Ugo
- San Giovanni della Croce a Colle Salario

## Övrigt
- Castel Giubileo
- Casale di Villa Spada
- Ponte di Castel Giubileo
- Casa protostorica di Fidene
- Museo della carta, della stampa e dell'informazione

## Kommunikationer
- Järnvägsstation: Fidene
- Närmaste tunnelbanestation är Jonio

## Bilder
| - Sant'Alberto Magno. - Viale Lina Cavalieri. - Istituto Poligrafico e Zecca dello Stato. |